# Referendum consultivo nella provincia autonoma di Bolzano del 2016
Il referendum consultivo nella provincia autonoma di Bolzano del 2016 (in tedesco Landesvolksabstimmung) si è tenuto il 12 giugno e ha avuto ad oggetto un disegno di legge disciplinante le norme sull'aeroporto di Bolzano.
La votazione è stata indetta con decreto del Presidente della Provincia autonoma di Bolzano del 15 aprile 2016 a seguito della delibera del Consiglio provinciale del 4 dicembre 2015 che ha indetto un referendum consultivo sul disegno di legge disciplinante le norme sull'aeroporto. L'esito negativo del referendum ha fatto decadere l'obbligo di trattare ulteriormente il disegno di legge.

## Storia
Il 20 ottobre 2015 veniva presentato il disegno di legge n.60/2015, di iniziativa giuntale, intitolato "norme sull'aeroporto di Bolzano". Il 4 dicembre 2015 il Consiglio provinciale ha approvato a maggioranza il disegno di legge deliberando però l’indizione di un referendum consultivo su di esso con l'ordine del giorno n. 1.
Il quesito riguardava l'approvazione o meno del disegno di legge che definiva gli obiettivi di sviluppo dell'aeroporto e fissava il limite massimo di finanziamento pubblico dello scalo.
Ai sensi dell’articolo 15 della legge provinciale 18 novembre 2005, n. 11 per la validità del referendum era necessaria la partecipazione al voto del 40% degli elettori.

## Il quesito
- Colore scheda: bianca

| Testo del quesito | Testo del quesito |
| ----------------- | --- |
|                   | Volete che sia approvato il disegno di legge n. 60/15, recante “Norme sull’aeroporto di Bolzano”, per il quale in data 4 dicembre 2015 il Consiglio della Provincia autonoma di Bolzano ha deliberato l’indizione di un referendum consultivo? |

## Posizioni

### Posizioni di forze politiche presenti nel Consiglio provinciale
| Gruppo                 | Ind. di voto | Fonte |
| ---------------------- | ------------ | ----- |
| Südtiroler Volkspartei | Sì           | [ 7 ] |
| Die Freiheitlichen     | No           | [ 7 ] |
| Verdi-Grüne-Verc       | No           | [ 7 ] |
| Süd-Tiroler Freiheit   | No           | [ 7 ] |
| Partito Democratico    | Sì           | [ 7 ] |
| Team Autonomie         | Sì           | [ 7 ] |
| Movimento 5 Stelle     | No           | [ 7 ] |
| BürgerUnion            | No           | [ 7 ] |
| L'Alto Adige nel cuore | Sì           | [ 7 ] |

### Posizioni di forze politiche presenti nel Parlamento italiano
| Partito   | Ind. di voto | Fonte |
| --------- | ------------ | ----- |
| Lega Nord | Sì           | [ 7 ] |

## Risultati
Erano 31.044 gli elettori che avevano diritto di votare per corrispondenza (coloro residenti all'estero o temporaneamente dimoranti fuori provincia). I seggi elettorali sono rimasti aperti dalle ore 6:00 alle 22:00 nella sola giornata di domenica 12 giugno 2016.

### Affluenza alle urne
| Affluenza      | ore 11:00 | ore 17:00 | ore 22:00 |
| -------------- | --------- | --------- | --------- |
| Bolzano        | 11,3%     | 29,5%     | 48,4%     |
| Corrispondenza | -         | -         | 25,1%     |
| Totale         | 10,5%     | 27,2%     | 46,7%     |

Affluenza per comune e comunità comprensoriale

Fonte: Provincia autonoma di Bolzano

### Scrutinio
|                | Totali  | Percentuale | Percentuale           |
| -------------- | ------- | ----------- | --------------------- |
| Elettori       | 410.148 |             |                       |
| Votanti        | 191.422 | 46,7%       | (su 410.148 elettori) |
| Schede bianche | 680     | 0,3%        | (su 191.422 votanti)  |
| Schede nulle   | 700     | 0,4%        | (su 191.422 votanti)  |
| Voti validi    | 190.042 | 99,3%       | (su 191.422 votanti)  |

| Opzioni di voto | Voti    | %     | Quorum    |
| --------------- | ------- | ----- | --------- |
| Sì              | 55.633  | 29,3% | RAGGIUNTO |
| No              | 134.409 | 70,7% |           |
| Totale          | 190.042 | 100%  |           |

Risultati per comune e comunità comprensoriale

Fonte: Provincia autonoma di Bolzano

## Conseguenze del voto
Data la vittoria del "No" al referendum è decaduto l'obbligo di trattare ulteriormente il disegno di legge sulle norme riguardanti l'aeroporto di Bolzano.
La giunta provinciale aveva già annunciato che in caso di vittoria del "No" sarebbe uscita dalla società ABD aeroportuale per evitare ogni sostegno pubblico all'aeroporto. A seguito del voto contrario al finanziamento pubblico è stata quindi aperta la gara per la concessione dell’aeroporto.